# Фабрике (Пиза)
Фабрике је насеље у Италији у округу Пиза, региону Тоскана.
Према процени из 2011. у насељу је живело 31 становника. Насеље се налази на надморској висини од 387 м.